# Porozumienia sierpniowe
Porozumienia sierpniowe – cztery porozumienia zawarte przez rząd PRL z komitetami strajkowymi powstałymi w 1980. Porozumienia zakończyły wydarzenia Sierpnia 1980.

## Wydarzenia poprzedzające - Sierpień 1980
Począwszy od połowy lat 70. sytuacja gospodarcza PRL zaczęła się stopniowo pogarszać. Niezadowolenia społeczne z wysokich cen produktów doprowadziły kilkukrotnie do wystąpień zakładów przeciwko komunistycznej władzy. Protesty w Radomiu władzom udało się szybko spacyfikować przy pomocy milicji oraz ZOMO. W lipcu 1980 r. podwyżka cen mięsa doprowadziła do wzrostu niezadowolenia społecznego. Na Lubelszczyźnie zaczęły wybuchać spontaniczne strajki. Protestujący domagali się przede wszystkim spełnienia postulatów ekonomicznych. 14 sierpnia 1980 r. w Stoczni Gdańskiej im. Lenina wybuchł strajk w obronie zwolnionej działaczki WZZ Wybrzeża, Anny Walentynowicz. Choć 16 sierpnia stoczniowcy podpisali porozumienie z dyrekcją w tej sprawie, to za sprawą panujących nastrojów, strajków w innych zakładach, z którymi nie podjęto negocjacji, oraz kilku działaczek (Aliny Pienkowskiej, Anny Walentynowicz i Ewy Ossowskiej), które zdołały zatrzymać wychodzących ze stoczni robotników, zdecydowano się ogłosić okupacyjny strajk solidarnościowy. Strajki szybko ogarnęły całe Wybrzeże, a powołany 17 sierpnia Międzyzakładowy Komitet Strajkowy (zrzeszający ok. 800 zakładów pracy z Wybrzeża Gdańskiego) sformułował 21 postulatów natury wolnościowej, pracowniczej i ekonomicznej. Żądano m.in. możliwości utworzenia niezależnych związków zawodowych, a także godnego upamiętnienia ofiar Grudnia '70. Na czele Komitetu stanął Lech Wałęsa.
Podobnie w Szczecinie powołany 17 sierpnia Międzyzakładowy Komitet Strajkowy na czele z Marianem Jurczykiem sformułował 36 postulatów i rozpoczął rozmowy z Komisją Rządową. Pod koniec sierpnia do strajkujących dołączyły zakłady na Dolnym i Górnym Śląsku. Władze komunistyczne z początku po długich negocjacjach zgodziły się ostatecznie zaakceptować postulaty protestujących i w ten sposób podpisano cztery porozumienia pomiędzy stroną rządową a strajkującymi.

## Cztery porozumieniaː
W wyniku podjętych rozmów ze stroną rządową, działacze doprowadzili do podpisania tzw. porozumień sierpniowych. Były to kolejnoː 
- porozumienie w Szczecinie – 30 sierpnia 1980, sygnowane przez Mariana Jurczyka (z ramienia rządu przez Kazimierza Barcikowskiego);

- porozumienie w Gdańsku – 31 sierpnia 1980, sygnowane przez Lecha Wałęsę – w sali BHP Stoczni Gdańskiej im. Lenina, charakterystycznym wielkim długopisem (z ramienia rządu przez Mieczysława Jagielskiego);

- porozumienie w Jastrzębiu-Zdroju – 3 września 1980, sygnowane przez Jarosława Sienkiewicza z MKS przy KWK Manifest Lipcowy (z ramienia rządu przez Aleksandra Kopcia);

- porozumienie w Hucie Katowice (Dąbrowa Górnicza) – 11 września 1980, sygnowane przez Zbigniewa Kupisiewicza (z ramienia rządu przez Franciszka Kaima).

W pierwszym punkcie porozumień szczecińskich i gdańskich stwierdzano, że działalność związków zawodowych nie spełniła nadziei i oczekiwań pracowników, dlatego uznaje się za celowe powołanie nowych, samorządnych związków zawodowych, które byłyby autentycznym reprezentantem klasy pracującej. Na podstawie tego punktu dopuszczono do zarejestrowania NSZZ „Solidarność”.
W dalszej części rząd zobowiązał się m.in. do wniesienia do Sejmu ustawy o ograniczeniu cenzury. Władze zobowiązały się do ponownego zatrudnienia osób zwolnionych z pracy po wydarzeniach 1970 i 1976. W kwestii gospodarczej władze zobowiązały się do opublikowania podstawowych założeń reformy i umożliwienia nad nią publicznej dyskusji. Reforma miała opierać się na zwiększonej samodzielności przedsiębiorstw i udziale samorządu robotniczego w zarządzaniu. Przemiany związane z działalnością NSZZ „Solidarność” zostały drastycznie przerwane w wyniku wprowadzenia w Polsce stanu wojennego 13 grudnia 1981 r. i delegalizacji ponad dziesięciomilionowego ruchu społecznego.